# Smiling Fish 2006
Der Smiling Fish 2006 im Badminton fand vom 27. bis zum 30. April 2006 in Trang statt.

## Sieger und Platzierte
| Disziplin    | Gold                                              | Silber                                            | Bronze                                       |
| ------------ | ------------------------------------------------- | ------------------------------------------------- | -------------------------------------------- |
| Herreneinzel | Tommy Sugiarto                                    | Alamsyah Yunus                                    | Hong Seung-ki                                |
| Herreneinzel | Tommy Sugiarto                                    | Alamsyah Yunus                                    | Lee Cheol-ho                                 |
| Dameneinzel  | Soratja Chansrisukot                              | Kimura Saki                                       | Yukina Oku                                   |
| Dameneinzel  | Soratja Chansrisukot                              | Kimura Saki                                       | Kim Moon-hi                                  |
| Herrendoppel | Patapol Ngernsrisuk Sudket Prapakamol             | Hendra Gunawan Joko Riyadi                        | Ruben Gordown Khosadalina Aji Basuki Sindoro |
| Herrendoppel | Patapol Ngernsrisuk Sudket Prapakamol             | Hendra Gunawan Joko Riyadi                        | Nuttaphon Narkthong Songphon Anugritayawon   |
| Damendoppel  | Duanganong Aroonkesorn Kunchala Voravichitchaikul | Nao Miyoshi Yuko Matsuura                         | Meiliana Jauhari Purwati                     |
| Damendoppel  | Duanganong Aroonkesorn Kunchala Voravichitchaikul | Nao Miyoshi Yuko Matsuura                         | Oh Seul-ki Kim Min-jung                      |
| Mixed        | Lingga Lie Yulianti CJ                            | Songphon Anugritayawon Kunchala Voravichitchaikul | Cho Gun-woo Oh Seul-ki                       |
| Mixed        | Lingga Lie Yulianti CJ                            | Songphon Anugritayawon Kunchala Voravichitchaikul | Jung Tae-keuk Kim Min-jung                   |